# バッシュ・ザ・ブラックナイト
バッシュ (VATSHU 別名The Black Knight) は、漫画『ファイブスター物語』に登場する架空の兵器、モーターヘッド(MH)の一つで、L.E.D.ミラージュと共に物語を象徴する主役級のモーターヘッドである。
バッシュ専任のファティマはエスト。

## 概要
主設計者（マイト）はルミラン・クロスビン。ファティママイトであるモラード・カーバイトが専任ファティマ・エストを担当し、星団暦2876年に完成。グルーン・エルダグラインの設計を基に、ベルリン開発で得られたノウハウが随所に盛り込まれている。
星団唯一のシンクロナイズド・フラッターシステムを持ち、後世にいう3大モーターヘッド（ジュノーン、ナイト・オブ・ゴールド）の1つとされる強力なMH（星団暦3000年頃の3大モーターヘッドはサイレン、A・トール、バング）。歴代のヘッドライナーは黒騎士と呼ばれた。確認されている黒騎士は物語を通じて5人とされている。
初代黒騎士 ツーリー・パイドル
騎士としては引退していたが、エストの最初のマスターとなる。しかし、初陣でアルテン・サヤステが駆るバングとの戦闘で敗北し戦死。
2代目黒騎士 ロードス・ドラグーン
コーラス王朝など複数の国家の剣術指南を勤める。2989年のコーラス-ハグーダ戦ではコーラス側に付いて参戦し、ブーレイを撃破している。後の黒騎士であるデコースとの生身での決闘に敗れて死亡。
3代目黒騎士 デコース・ワイズメル
バッハトマ魔法帝国の筆頭騎士としてバッシュを駆る。3030年に勃発した魔導大戦では、ハスハの首都ベイジに降下し、重装甲のA・トールを何機も撃破している。
4代目黒騎士 バントライン・ゴール
「アマテラスのボォス侵攻戦時点の黒騎士」。3200年代にエストによって黒騎士に選ばれることから年齢計算上、歴代で最も若くして黒騎士となる。
5代目黒騎士 グラード・シドミアン
コーラス王家王室軍団長として、天照の星団侵攻に最後まで抗戦する。3960年、アルマの地にジュノーとファティマ・クローソーを隠した後にカーレル・クリサリスが駆るL.E.D.ミラージュと遭遇して戦闘になり、65時間にも及ぶ死闘の末に敗北して戦死。

## 劇中での活躍
1巻冒頭のプロローグでL.E.D.ミラージュと共に登場し、MHの存在を強烈にアピールした。劇場版でも冒頭にエストとロードス・ドラグーンと共に登場しており、主役機であるナイト・オブ・ゴールドと並ぶ存在感を見せ付ける。
ロールアウト後、エストが持つ特性の為に長期間に渡って（推定100年近く）黒騎士が現れず、ようやく初代黒騎士となったツーリー・パイドルは最初の実戦でアルテン・サヤステが駆るバングとの戦闘に敗北して戦死した為、初期の頃はそれほど強力なMHとは見做されていなかった。2900年代後半にロードス・ドラグーンが黒騎士となって各地で活躍するようになってから正当な評価を受けるようになり、以後、黒騎士の名は畏怖と憧憬の対象となる。
2989年のコーラス-ハグーダ戦ではコーラス側に付いて参戦し、ブーレイを事も無げに撃破する。この時、決戦の地であるアトキにはバッシュと共にLEDミラージュ、ジュノーン、クルマルス・ビブロス、ナイト・オブ・ゴールド、サイレンといった星団史にその名を残す名機が一堂に会しており、MH博覧会とも言える様相を呈していた。
3030年に勃発した魔導大戦では、バッハトマ魔法帝国の旗機として重装甲に換装したバッシュがハスハ侵攻の先頭に立って首都ベイジを蹂躙し、黒騎士の名はデコースと共に恐怖の代名詞となる。しかし代替わりしたのか、45年後の3075年ではバッハトマへの侵攻作戦に参戦しているような描写がある。
3930年にグラード・シドミアンが黒騎士となってからはコーラス王朝の旗機として天照の星団侵攻に最後まで抗戦するが、3960年、アルマの地でカーレル・クリサリスが駆るL.E.D.ミラージュと65時間にも及ぶ死闘を演じ、「立ち向かっただけで、星団史に名を残す」と言われたL.E.D.ミラージュを大破寸前まで追い込むもカーレルの捨て身の戦法に敗北、主のグラード、エストと共に眠りに付く。

## 備考
ファイブスター物語のデザイン・設定のベースは重戦機エルガイムの企画時に作られた物が源流になっているが、FSSにおけるバッシュも同名のヘビーメタル(HM)・バッシュが元になっているため、デザイン上の類似点が多く見られる。同様のケースにはL.E.D.ミラージュとHM・ブラッドテンプルなどがある。